# أوربان لسياك
أوربان لسياك (بالسلوفينية: Urban Lesjak) مواليد 24 أغسطس 1990 في تسليه، جمهورية يوغوسلافيا الاشتراكية الاتحادية، هو لاعب كرة يد سلوفيني يلعب كحارس مرمى. يلعب حاليا مع نادي تسليه لكرة اليد ويحمل الرقم 1. مثل منتخب سلوفينيا لكرة اليد. شارك في دورة الألعاب الأولمبية الصيفية سنة 2016.

## روابط خارجية
- أوربان لسياك على موقع الاتحاد الأوروبي لكرة اليد (الإنجليزية)
- أوربان لسياك على موقع أوليمبيديا (الإنجليزية)